# Denis Walerjewitsch Kostin
Denis „seized“ Walerjewitsch Kostin (russisch Денис Валерьевич Костин, Spitzname „seized“; * 9. September 1994 in Moskau, Russische Föderation) ist ein russischer Counter-Strike: Global Offensive- und ehemaliger Counter-Strike 1.6-Spieler. Kostin ist momentan bei der ukrainischen Organisation Natus Vincere unter Vertrag.
Er konnte auch mehrfach als Coach erfolgreicher Teams auf sich aufmerksam machen.

## Werdegang und Teams

### Begrip Gaming (Juli – August 2013)
Im Sommer 2013 ist aus vielen bekannten russischen Spielern das Team von Begrip Gaming entstanden. Dieses vielversprechende Team hatte jedoch nur kurz bestand, da alle Spieler gute Angebote von Teams wie dAT Team oder Natus Vincere bekamen.
| Begrip Gaming in 2013      |
| -------------------------- |
| Denis „seized“ Kostin      |
| Georgi „WorldEdit“ Jaskin  |
| Nikolai „latro“ Li         |
| Alexei „ub1que“ Poliwanow  |
| Anton „kibaken“ Kolesnikow |

### ex-Natus Vincere (August – Dezember 2013)
Nachdem sowohl Ioann „Edward“ Sucharjew als auch Jegor „markeloff“ Markelow Na'Vi verlassen hatten, um zu den Astana Dragons zu wechseln, fand die Organisation mit Denis „seized“ Kostin und Anton „kibaken“ Kolesnikow zwei neue Spieler. Seit diesem Zeitpunkt spielt Kostin für Natus Vincere. Das Lineup von Na'Vi sah damals wie folgend aus.
| ex Na'Vi Lineup (2013)      |
| --------------------------- |
| Denis „seized“ Kostin       |
| Danylo „Zeus“ Teslenko      |
| Serhij „starix“ Ischuk      |
| Arsenij „ceh9“ Trynoschenko |
| Anton „kibaken“ Kolesnikow  |

### ex-Natus Vincere (Dezember 2013 – März 2015)
Im frühen Dezember 2013 hat Na'Vi Anton „kibaken“ Kolesnikow aufgrund von schlechten Leistungen, und Arsenij „ceh9“ Trynoschenko, welcher sich vom professionellen Gaming zurückgezogen hatte, aus ihrem Team entfernt und Ladislav „GuardiaN“ Kovács und Ionann „Edward“ Sucharjew zu ihrem aktiven Lineup hinzugefügt. In dieser Zeit verhalf Kostin dem Team zu ersten Erfolgen. Im Finale der neunten Ausgabe der SLTV StarSeries gewann Natus Vincere gegen die Ninjas in Pyjamas. Auf der DreamHack Winter 2014 konnte seized mit seinem Team das Halbfinale erreichen. Erst dort schied Na'Vi mit zwei 11:16-Niederlagen gegen Team LDLC aus.
| ex Na'Vi Lineup (2013)     |
| -------------------------- |
| Denis „seized“ Kostin      |
| Danylo „Zeus“ Teslenko     |
| Serhij „starix“ Ischuk     |
| Ionann „Edward“ Sucharjew  |
| Ladislav „GuardiaN“ Kovács |

### Natus Vincere (seit März 2015)
Aufgrund von nicht zufriedenstellenden Leistungen ist Serhij „starix“ Ischuk von der Position des Spielers zur Trainer-Rolle übergegangen. Am 10. April 2015 wurde bekannt, dass Jegor „flamie“ Wassiljew starix bei Natus Vincere als Spieler ersetzt. Damit sieht das momentane Lineup Na'Vis wie folgt aus:
| Lineup von Natus Vincere unter Coach: Mychaylom „Kane“ Blahynm |
| -------------------------------------------------------------- |
| Ioann „Edward“ Sucharjew                                       |
| Oleksandr „s1mple“ Kostyljew                                   |
| Denis „seized“ Kostin                                          |
| Danylo „Zeus“ Teslenko                                         |
| Jegor „flamie“ Wassiljew                                       |

Das neue Team konnte bereits im April 2015 die ESL Pro League Winter 2014/15 in Köln gewinnen. Im Sommer 2015 erlangte der Russe mit seinem Team den ersten Platz beim Electronic Sports World Cup in Montreal. Kostin erreichte bei diesem Event spielübergreifend einen K/D-Wert von 1,26. Im November konnte sein Team neben den zweiten Plätzen auf der DreamHack Cluj-Napoca 2015 und den Offline-Finals der ESL ESEA Pro League Season 2 das Turnier der zehnten Ausgabe der ESL Intel Extreme Masters in San José gewinnen. Im Jahr 2016 folgten für Kostin mit dem Gewinn seines Teams auf der DreamHack Leipzig 2016 und dem Finaleinzug auf der MLG Columbus 2016 weitere Erfolge. Seit August 2016 spielt Kostin mit Oleksandr „s1mple“ Kostyljew zusammen, welcher Danylo „Zeus“ Teslenko ersetzt. Bei der ESL One: New York 2016 gewann Kostin mit einem 2:1-Sieg gegen das polnische Team Virtus.pro im Finale.
Nach einem 5.–8. Platz bei der ELEAGUE Atlanta Major im Januar 2017 und einem 12.–14. Platz beim PGL Major in Krakau wurde Kostin an das Team FlipSid3 Tactics verliehen. Im Januar 2018 endete die Leihe. Am 6. Februar 2018 trat Kostin Gambit Gaming bei, wurde aber bereits am 27. Mai auf die Ersatzbank geschoben. Im November 2018 verließ Kostin Gambit Gaming. Nach kurzen Aufenthalten bei UnderPressure und Runtime.GG wurde Kostin am 1. April 2019 von der russischen Organisation Vega Squadron unter Vertrag genommen. Nach ausbleibendem Erfolg verließ Kostin am 4. September Vega Squadron. Er spielte anschließend für verschiedene Teams, wie es4x, fbgaming, Cyber Legacy und BEZ ZP. Im Januar 2021, trat er der Organisation Trident Clan bei. Am 19. Juli entließ Trident Clan das Team. Drei Monate später wurde er, zusammen mit seinem ehemaligen Teamkollegen Ladislav „Guardian“ Kovács dem Team Singularity bei. Am 4. April 2022 entließ Team Singularity samt Kostin das Lineup.

## Erfolge (Auszug)
Dies ist ein Ausschnitt der Erfolge von Denis „seized“ Kostin. Da Counter-Strike in Wettkämpfen stets in Fünfer-Teams gespielt wird, beträgt das persönliche Preisgeld ein Fünftel des gewonnenen Gesamtpreisgeldes des Teams.
| Jahr                             | Platz                            | Turnier                                      | Team                             | Persönliches Preisgeld           |
| Counter Strike: Global Offensive | Counter Strike: Global Offensive | Counter Strike: Global Offensive             | Counter Strike: Global Offensive | Counter Strike: Global Offensive |
| -------------------------------- | -------------------------------- | -------------------------------------------- | -------------------------------- | -------------------------------- |
| 2014                             | 1.                               | SLTV StarSeries Season IX                    | Natus Vincere                    | 02.800 $                         |
| 2014                             | 5. – 8.                          | ESL One Cologne 2014                         | Natus Vincere                    | 02.000 $                         |
| 2014                             | 1.                               | Game Show CS:GO League Season 1              | Natus Vincere                    | 02.400 $                         |
| 2014                             | 3. – 4.                          | DreamHack Winter 2014                        | Natus Vincere                    | 04.400 $                         |
| 2015                             | 5. – 8.                          | ESL One Katowice 2015                        | Natus Vincere                    | 02.000 $                         |
| 2015                             | 1.                               | ESL Pro League Winter 2014/15                | Natus Vincere                    | 03.000 $                         |
| 2015                             | 3.                               | Fragbite Masters Season 4                    | Natus Vincere                    | 18.000 SEK                       |
| 2015                             | 1.                               | SLTV StarSeries Season XIII                  | Natus Vincere                    | 04.400 $                         |
| 2015                             | 1.                               | ESWC Montréal 2015                           | Natus Vincere                    | 06.000 $                         |
| 2015                             | 3. – 4.                          | FACEIT League 2015 Stage 2                   | Natus Vincere                    | 02.000 $                         |
| 2015                             | 2.                               | CEVO Pro Season 7                            | Natus Vincere                    | 03.000 $                         |
| 2015                             | 2.                               | DreamHack Cluj-Napoca 2015                   | Natus Vincere                    | 10.000 $                         |
| 2015                             | 3.                               | ESL ESEA Pro League Season 2 EU Division     | Natus Vincere                    | 03.000 $                         |
| 2015                             | 1.                               | IEM X – San Jose                             | Natus Vincere                    | 11.250 $                         |
| 2015                             | 2.                               | ESL ESEA Pro League Season 2 Finals          | Natus Vincere                    | 12.000 $                         |
| 2016                             | 2.                               | SL i League StarSeries XVI Finals            | Natus Vincere                    | 08.000 $                         |
| 2016                             | 1.                               | DreamHack Zowie Open Leipzig 2016            | Natus Vincere                    | 10.000 $                         |
| 2016                             | 3. – 4.                          | IEM X – World Championship                   | Natus Vincere                    | 04.600 $                         |
| 2016                             | 1.                               | Counter Pit League Season 2                  | Natus Vincere                    | 08.000 $                         |
| 2016                             | 2.                               | MLG Major Championship: Columbus 2016        | Natus Vincere                    | 30.000 $                         |
| 2016                             | 2.                               | DreamHack Masters Malmö 2016                 | Natus Vincere                    | 10.000 $                         |
| 2016                             | 5.                               | ESL Pro League Season 3 EU Division          | Natus Vincere                    | 05.400 $                         |
| 2016                             | 2.                               | Star Ladder i-League Invitational            | Natus Vincere                    | 04.000 $                         |
| 2016                             | 5. – 8.                          | ESL One Cologne 2016                         | Natus Vincere                    | 07.000 $                         |
| 2016                             | 3. – 4.                          | Eleague Season 1                             | Natus Vincere                    | 12.000 $                         |
| 2016                             | 1.                               | ESL One New York 2016                        | Natus Vincere                    | 25.000 $                         |
| 2016                             | 3. – 4.                          | EPICENTER 2016 – Finals                      | Natus Vincere                    | 08.000 $                         |
| 2017                             | 5. – 8.                          | Eleague Major: Atlanta 2017                  | Natus Vincere                    | 07.000 $                         |
| 2017                             | 5. – 8.                          | DreamHack Masters Las Vegas 2017             | Natus Vincere                    | 03.000 $                         |
| 2017                             | 3. – 4.                          | Star Ladder i-League Invitational – Season 3 | Natus Vincere                    | 05.000 $                         |
| 2017                             | 2.                               | Adrenaline Cyber League 2017                 | Natus Vincere                    | 05.000 $                         |
| 2017                             | 3. – 4.                          | ESL One Cologne 2017                         | Natus Vincere                    | 04.000 $                         |

## Auszeichnungen
- Com Hem's Play of the Day auf den Fragbite Masters Season 4[13]